# Gerichtsgebäude Wupperstraße (Solingen)

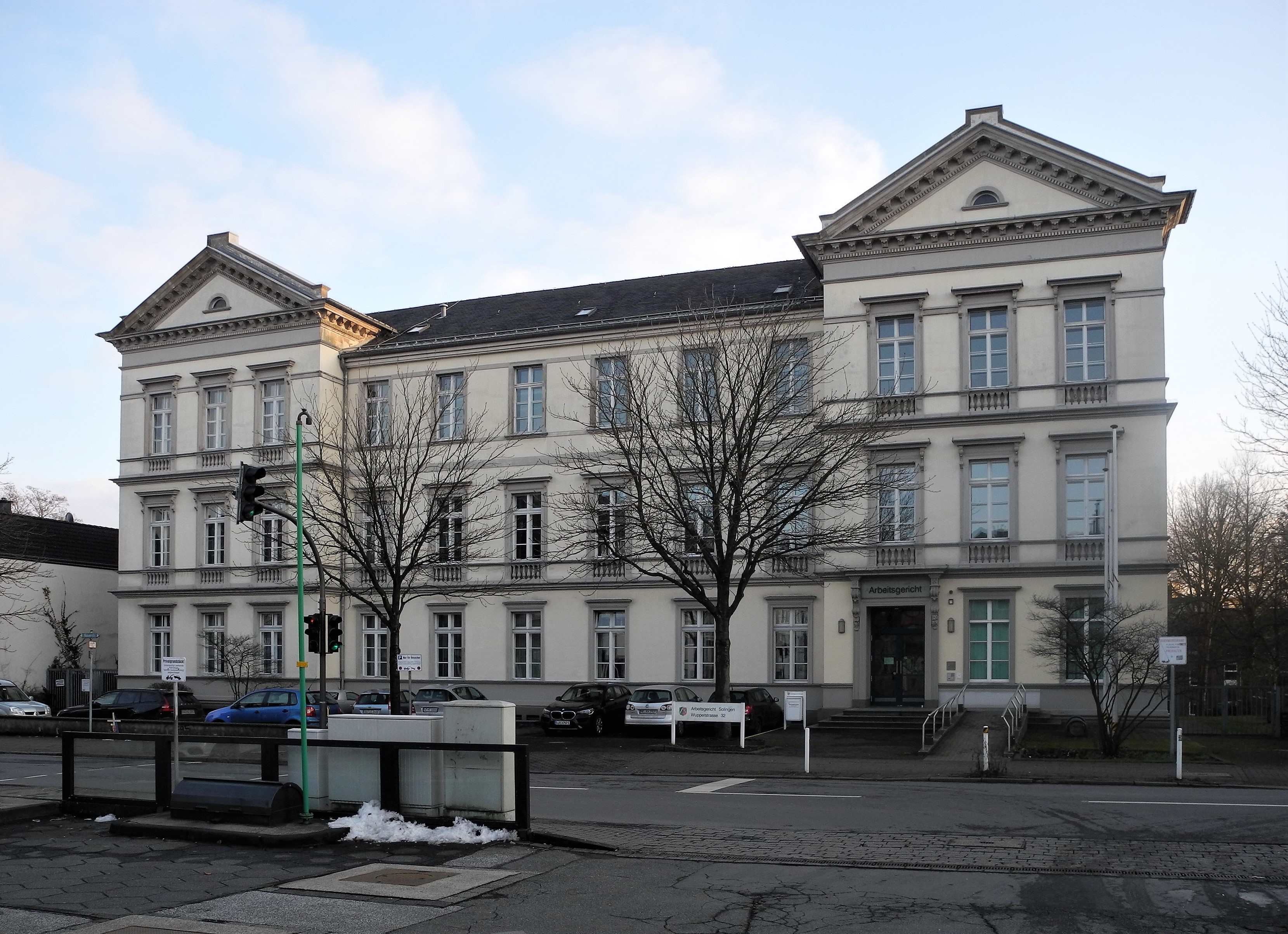
Gerichtsgebäude Wupperstraße

Das Gerichtsgebäude Wupperstraße im Stadtbezirk Mitte der bergischen Großstadt Solingen beherbergt seit 1999 das Arbeitsgericht Solingen. Das Gebäude geht auf die 1857 errichtete Jagenberg'sche Villa zurück und wurde ab 1879 als Amtsgericht genutzt. Nach mehreren Erweiterungen nahm es Ende 1917 seine heutigen Ausmaße an.

## Lage und Beschreibung
Das Justizgebäude befindet sich an der Wupperstraße 32 im Osten der Solinger Innenstadt.
Es handelt sich um einen dreigeschossigen, dreiflügeligen Putzbau im neoklassizistischen Stil. Ein mittlerer, traufenständiger Gebäudeflügel in sieben Achsen wird zu beiden Seiten von dreiachsigen, giebelständigen Anbauten flankiert. Die beiden Giebel sind als Dreiecksgiebel mit zentralem Halbrundfenster, Traufgesims und Zahnfries ausgebildet. Der Eingang zum Gerichtsgebäude befindet sich im rechten Giebelflügel. In einem rückwärtigen Anbau der rechten Giebelseite befindet sich das Gerichtsgefängnis.

## Geschichte

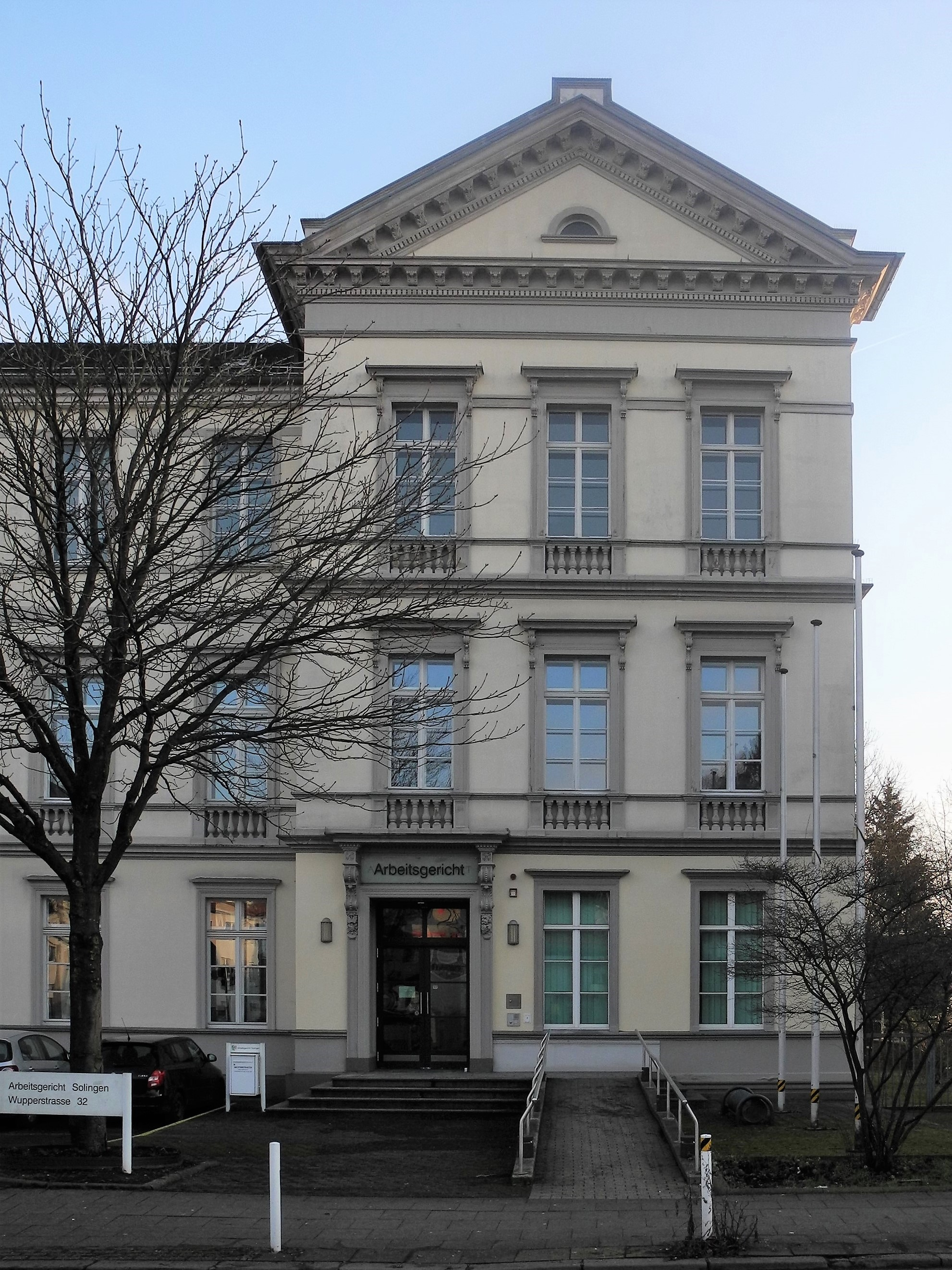
Rechter Giebel mit Eingang zum Gerichtsgebäude

Der Unternehmer Ferdinand Emil Jagenberg errichtete 1857 an der Straße von Solingen zur Papiermühle an der Wupper als Domizil für seine Großfamilie eine herrschaftliche Villa im klassizistischen Stil. Die zweieinhalbgeschossige Villa befand sich in einem großen Parkgrundstück in dem ansonsten weitgehend unbebauten Areal. Die Familie Jagenberg hatte die Papiermühle bereits 1826 erworben, geriet aber in der zweiten Hälfte des 19. Jahrhunderts in wirtschaftliche Schwierigkeiten, so dass das Unternehmen 1877 in Konkurs ging. Aus der Konkursmasse heraus erwarb der preußische Staat die Jagenberg'sche Villa vom neuen Eigentümer, dem Elberfelder Bankhaus Wichelhaus P. Sohn, um darin das 1878 eingerichtete Amtsgericht Solingen unterzubringen.
Da die Zahl der Richter und Mitarbeiter des Gerichts über die Jahre immer weiter anstieg, platzte das Gerichtsgebäude schon bald aus allen Nähten. Die Idee, das Gebäude des ehemaligen Rathauses in Dorp als Amtsgericht zu verwenden, wurde jedoch nicht weiter verfolgt. Inzwischen lag das Gebäude Wupperstraße recht zentral in der Stadt und war in der geschlossenen Bebauung der östlichen Erweiterung der Solinger Innenstadt aufgegangen. Daher wurde entschieden, die Jagenberg'sche Villa durch einen Anbau zu erweitern. Der Anbau umfasste die heute noch vorhandene rechte Giebelseite mit einem rückwärtigen Anbau für das Gefängnis, der im Mai 1898 fertiggestellt wurde. Bei diesem Umbau wurde auch der Eingang in den rechten Giebel versetzt.
Bei einer dritten Umbaumaßnahme wurde schließlich während des Ersten Weltkriegs ein linker Gebäudeflügel errichtet. Außerdem erhielt der mittlere Bau, das ursprüngliche Villengebäude, anstatt des Mezzaningeschosses ein drittes Vollgeschoss. Die Baumaßnahmen wurden im Dezember 1917 beendet, wodurch das Gebäude sein heutiges Erscheinungsbild annahm.
Bei den Luftangriffen auf Solingen während des Zweiten Weltkriegs am 5. November 1944 wurde das Gerichtsgebäude schwer beschädigt. Aufgrund seiner massiven Bauweise überstanden jedoch die Fassade und die Umfassungsmauern die Angriffe. Das Gericht zog übergangsweise in das Gebäude des Amtsgerichts Ohligs um, das 1943 aufgehoben worden war. Bereits 1946 konnte der rechte Gebäudeflügel wieder bezogen werden, erst 1952 war das gesamte Gebäude nach dem Wiederaufbau wieder bezugsfertig. Der Rasen vor und hinter dem Gerichtsgebäude wich Anfang der 1950er Jahre einem Parkplatz.
Das Gerichtsgebäude wurde am 29. November 1984 unter der laufenden Nummer 369 in die Solinger Denkmalliste eingetragen.
Da die Aufgabenvielfalt und der Mitarbeiterstab des Amtsgerichts in der Nachkriegszeit weiter anwuchsen, wurde Ende der 1990er Jahre an der Goerdelerstraße 10 ein moderner Neubau errichtet, den das Amtsgericht Solingen im Jahre 1999 bezog. Das freigezogene Gerichtsgebäude Wupperstraße dient nach Sanierung seither als Sitz des Arbeitsgerichts Solingen, zudem wird es auch für auswärtige Gerichtstage des Sozialgerichts Düsseldorf genutzt.
Bis 2006 befand sich in dem Gebäude außerdem auch eine Nebenstelle der Jugendarrestanstalt Remscheid, die infolge des Umbaus im Jahr 2006 zur seit 1906 in Remscheid-Lüttringhausen bestehenden Haftanstalt verlegt wurde.